# Kamoke
Kamoke (in urdu كاموكى) è una città del Pakistan, situata nella provincia del Punjab.